# .tr
.tr je vrhovna internetska domena (country code top-level domain - ccTLD) za Tursku. Domenom upravlja Bliskoistočni Tehnički Univerzitet.

## Vanjske poveznice
- IANA .tr whois informacija  Arhivirana inačica izvorne stranice od 28. travnja 2006. (Wayback Machine)